# Thomas Arge
Thomas Arge (1942 i Tórshavn – 1978) var en færøsk billedkunstner.
Efter sin uddannelse som tømrer, deltog han sidst i 1950'erne sideløbende med sit arbejde som tømrer i kurser på den nyoprettede malerskole i Tórshavn. 1962 debuterede han på den årlige Olai-udstilling i Tórshavn. 1964 blev han optaget på Det Kongelige Danske Kunstakademi i København, hvor han havde den danske modernist Richard Mortensen som professor. 
Thomas Arges speciale var det figurative og natur-ekspressionistiske. Trods abstraktionen og farvestoffets selvstændighed, er naturen til stede i hans kunst. Opdagelsen af den færøske fjeldmark som motiv var en af Thomas Arges kunstneriske bedrifter. 
Hans ekspressive værker dækkede over en anspændt personlighed, der i de sidste år af hans liv forstærkedes af et tiltagende alkoholforbrug. Arge var livet i gennem søgende og med et heftigt temperament, der matcher den desperation, der også ses i hans intense billeder. I nutiden betragtes han som en af de mest originale malere ikke bare i færøsk, men også i nordisk kunst.